# موزه زنده سفال کلپورگان
موزه زنده سفال کلپورگان تنها موزه زنده سفال در جهان است که قدمت آن به آثار موجود در آن به هفت هزار سال پیش بر می‌گردد . سفال کلپورگان به صورت کاملاً دستی، بدون چرخ سفالگری و توسط زنان بلوچ ساخته می‌شود که در بلوچستان شهرستان سراوان بخش مرکزی، روستای کلپورگان واقع شده و این اثر در تاریخ ۷ مهر ۱۳۸۱ با شمارهٔ ثبت ۶۴۷۲ به‌عنوان یکی از آثار ملی ایران ثبت شده و در سازمان یونسکو نیز به ثبت جهانی رسیده‌است.

## ساخت موزه
این موزه به دستور فرح پهلوی در سال ۱۳۵۱ و پس از اطلاع وی از ساخت سفال توسط زنان و دختران در جهت حمایت از این قشر و ماندگاری آن برای آیندگان و جهانیان ساخته شد، لازم بذکر است به گفته بسیاری از ساکنان روستای فرح پهلوی در جهت حمایت از این قشر هنرمند اقدام به خرید تضمینی سفال آنان می‌نمود و به فرد گماشتهٔ سازمان دستور داده بود پس از خرید و پرداخت دستمزد هنرمندان، ساخته‌های دست این زنان، سفال را در صورت وجود مشتری و خواهان بفروشد و در غیر اینصورت سفال‌ها را به گوشه ای از دشت‌های روستا برده و بشکند اما نگذرد هنرمندان کارگاه به دلیل نبود بازار و مشتری دلسرد شوند؛ این داستانی است که اگر از همهٔ اهالی روستای کلپورگان پرسیده شود آن را نقل می‌کنند و توجه و اهمیت فرح پهلوی را به فرهنگ و هنرمندان می‌رساند.

## عکس‌هایی از سفال کلپورگان

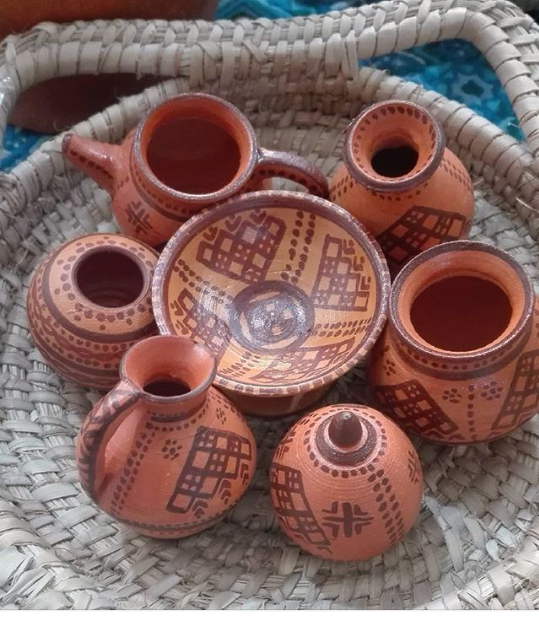

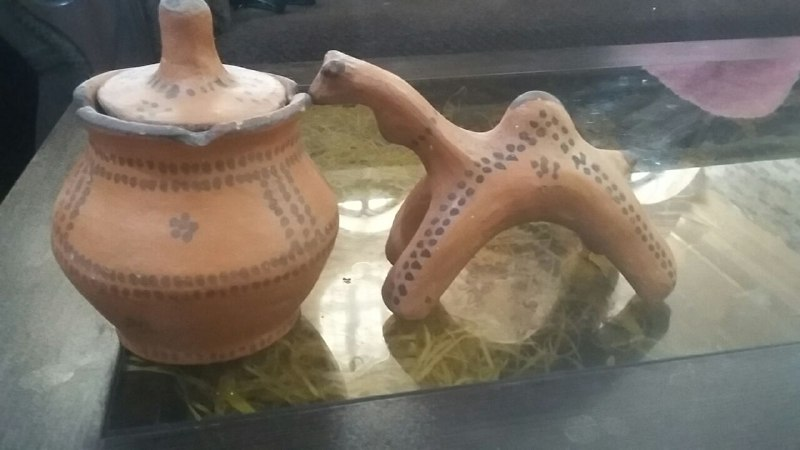